# Advanced Squad Leader
Advanced Squad Leader (ASL) ist ein Konfliktsimulationsspiel von Don Greenwood junior für zwei Spieler. Es erschien 1985 bei Avalon Hill und war eine Weiterentwicklung des Spieles Squad Leader von John Hill. Nachgespielt werden in verschiedenen Szenarios Gefechte aus dem Zweiten Weltkrieg.
Das Spiel besteht aus einem Regelbuch und verschiedenen Modulen. Zum Spielen benötigt man das Regelbuch und Modul 1: „Beyond Valor“. Für den leichteren Einstieg in das Spiel gibt es inzwischen die „ASL Starter Packs“ 1 bis 3, die (vereinfachte) Regeln und Material zum erleichterten Einstieg in das System bieten.
1998 verkaufte Monarch Avalon Printing die Rechte am gesamten Spieleprogramm seiner Tochterfirma Avalon Hill an die Firma Hasbro. 1999 begann der Verlag Multi-Man Publishing (MMP) eine exklusive Zusammenarbeit mit Hasbro mit dem Ziel, ASL und andere Avalon-Hill-Spiele zu erhalten. Neben neuen und überarbeiteten Auflagen der Original-Regeln und Module sind eine Reihe von komplett neuen Modulen erschienen, darunter auch die oben erwähnten 'ASL Starter Kits'.

## ASL Regelbuch
200 Seiten starker Ringordner. Wird durch Zusatzregeln aus den einzelnen Modulen ergänzt.

## ASL Module
- 1 Beyond Valor (1985)
- 2 Paratrooper (1986)
- 3 Yanks (1987)
- 4 Partisan! (1987)
- 5 West of Alamein (1988)
- 6 The Last Hurrah (1988)
- 7 Hollow Legions (1989)
- 8 Code of Bushido (1990)
- 9 Gung Ho! (1991)
- 10 Croix de Guerre (1992)
- 11 Doomed Battalions (1998)
- 5a For King and Country (2004)
- 12 Armies of Oblivion (2006)
- 13 Hakkaa Päälle (geplant)

## Deluxe ASL
- 1 Streets of Fire (1985)
- 2 Hedgerow Hell (1987)

## Historische ASL Module
- 1 Red Barricades (1989)
- 2 Kampfgruppe Peiper I (1993)
- 3 Kampfgruppe Peiper II (1993)
- 4 Pegasus Bridge (1996)
- 5 Blood Reef: Tarawa (1999)
- 6 A Bridge Too Far (1999)
- 7 Valor of the Guards (2006)

## Historische Studien
- 1 Operation Watchtower (2003)
- 2 Operation Veritable (2003)

## ASL Starter Kits
- ASL Starter Kit #1 (2004: Basis Regeln, Infanterie Regeln)
- ASL Starter Kit #2 (2005: Basis Regeln, Infanterie Regeln, Kanonen)
- ASL Starter Kit #3 (2007: Basis Regeln, Infanterie Regeln, Kanonen, Panzer)

## Spielpläne
Die Spielpläne des ersten Moduls Beyond Valor wurden mit der Nummer 20 beginnend nummeriert. Die Spielpläne 1 bis 15 erschienen für das Spiel Squad Leader, werden aber auch für verschiedene ASL Szenarien benötigt.
| Nummer   | Art            | Bild | Modul                     |
| -------- | -------------- | ---- | ------------------------- |
| Board 1  | Urban          |      | Squad Leader (SL)         |
| Board 2  | Hill           |      | Squad Leader (SL)         |
| Board 3  | Village        |      | Squad Leader (SL)         |
| Board 4  | Rural          |      | Squad Leader (SL)         |
| Board 5  | Forest         |      | Cross of Iron (SL)        |
| Board 6  | Orchard        |      | Crescendo of Doom (SL)    |
| Board 7  | River          |      | Crescendo of Doom (SL)    |
| Board 8  | River          |      | GI: Anvil of Victory (SL) |
| Board 9  | Mountain       |      | Doomed Battalions         |
| Board 10 | Forest/Village |      | Partisan                  |
| Board 11 | Low Hill       |      | The Last Hurrah           |
| Board 12 | Village        |      | GI: Anvil of Victory (SL) |
| Board 13 | Rural          |      | GI: Anvil of Victory (SL) |
| Board 14 | Rural/Airfield |      | GI: Anvil of Victory (SL) |
| Board 15 | Hill           |      | GI: Anvil of Victory (SL) |
| Board 16 |                |      | Yanks                     |
| Board 17 |                |      | Yanks                     |
| Board 18 |                |      | Yanks                     |
| Board 19 |                |      | Yanks                     |
| Board 20 |                |      | Beyond Valor              |
| Board 21 |                |      | Beyond Valor              |
| Board 22 |                |      | Beyond Valor              |
| Board 23 |                |      | Beyond Valor              |
| Board 24 |                |      | Paratroopers              |
| Board 25 |                |      | West of Alamein           |
| Board 26 | Desert         |      | West of Alamein           |
| Board 27 | Desert         |      | West of Alamein           |
| Board 28 | Desert         |      | West of Alamein           |
| Board 29 | Desert         |      | West of Alamein           |
| Board 30 | Desert         |      | Hollow Legions            |

| Nummer   | Art    | Bild | Modul                         |
| -------- | ------ | ---- | ----------------------------- |
| Board 31 | Desert |      | Hollow Legions                |
| Board 32 |        |      | Partisan                      |
| Board 33 |        |      | The Last Hurrah               |
| Board 34 |        |      | Code of Bushido               |
| Board 35 |        |      | Code of Bushido               |
| Board 36 |        |      | Code of Bushido               |
| Board 37 |        |      | Code of Bushido               |
| Board 38 |        |      | Gung Ho!                      |
| Board 39 |        |      | Gung Ho!                      |
| Board 40 |        |      | Croix de Guerre               |
| Board 41 |        |      | Croix de Guerre               |
| Board 42 |        |      | Action Pack #1                |
| Board 43 |        |      | Action Pack #1                |
| Board 44 |        |      | Doomed Battalions             |
| Board 45 |        |      | Doomed Battalions             |
| Board 46 |        |      | Action Pack #2                |
| Board 47 |        |      | Action Pack #2                |
| Board 48 |        |      | Armies of Oblivion            |
| Board 49 |        |      | Armies of Oblivion            |
| Board 50 |        |      | Armies of Oblivion            |
| Board 51 |        |      | Armies of Oblivion            |
| Board 52 |        |      | Hakkaa Päälle                 |
| Board 53 |        |      | Action Pack #4                |
| Board 54 |        |      | Action Pack #4                |
| Board 55 |        |      | Action Pack #4                |
| Board 56 |        |      | Action Pack #5                |
| Board 57 |        |      | Action Pack #5                |
| Board 58 |        |      | Action Pack #5                |
| Board z  |        |      | Starter Kit #1                |
| Board y  |        |      | Starter Kit #1                |
| Board x  |        |      | Starter Kit #2                |
| Board w  |        |      | Starter Kit #2                |
| Board v  |        |      | Starter Kit #3                |
| Board u  |        |      | Starter Kit #3                |
| Board t  |        |      | Starter Kit #3                |
| Board s  |        |      | Starter Kit Expansion Pack #1 |
| Board r  |        |      | Starter Kit Expansion Pack #1 |
| Board q  |        |      | Starter Kit Expansion Pack #1 |

## Computerspiele
Close Combat wurde 1996 als Computerspielversion von Advanced Squad Leader (ASL) entwickelt. Das Entwicklerstudio Atomic Games hatte davor bereits mehrere Spiele für Avalon Hill, wie Operation Crusader und Stalingrad entwickelt. Nachdem Avalon Hill allerdings in finanzielle Schwierigkeiten geraten war, wurde die Entwicklung letztlich für Microsoft fertig gestellt.
World War II Tactics (WW2T) ist ein weiteres auf dem ASL-Regelset basierendes eigenständiges Computerspiel, welches derzeit in einer Alpha-Version veröffentlicht ist. Das Spiel ist gegen einen anderen menschlichen Gegner im Hotseat, LAN oder Online spielbar. Das Regelset umfasst derzeit lediglich reine Infantry-Szenarien, wird jedoch permanent erweitert. Darüber hinaus kann man seine eigenen Karten und Szenarien mittels eines Editors erstellen. Die Spielregeln werden zu 100 % validiert, daher finden auch unerfahrene Spieler einen Zugang zur ASL-Welt.